# Emotionale Taubheit
Emotionale Taubheit (auch emotionale Erstarrung, emotionales Erstarrungssymptom oder Numbing) bezeichnet in der Psychologie einen emotionalen Erstarrungs- oder Taubheitszustand, charakterisiert durch
- eingeschränkte Affektivität
- deutlich vermindertem Interesse an wichtigen Aktivitäten (Anhedonie)
- distanzierte Teilnahmslosigkeit gegenüber der Umwelt und dem eigenen Leben
- Verlust positiver Zukunftserwartungen und Sinnperspektive für das eigene Leben.[1][2]

Betroffene erleben dies als innere Leere, emotionale Abstumpfung, Interessen-, Lust- und Freudlosigkeit. Auch kann es zu einem Gefühl der Entfremdung gegenüber Mitmenschen, der Welt und dem eigenen Leben kommen.
Emotionale Taubheit kann als Folge einer posttraumatischen Belastungsstörung auftreten und grenzt sich von einer Dissoziation dadurch ab, dass Wahrnehmungen oder Erinnerungen nicht völlig ausgeblendet oder verdrängt werden. So betrifft die emotionale Taubheit, wie die erste Komponente des zusammengesetzten Begriffs bereits zum Ausdruck bringt, nicht die Wahrnehmung der äußeren Realität, sondern im Wesentlichen „nur“ die (verminderte oder fehlende) emotionale Reaktion eines Menschen auf diese Wahrnehmung.
Als mögliche Erklärung wird ein niedriger Cortisolspiegel (Hypokortisolismus) der Betroffenen diskutiert.
Emotionale Taubheit kann außer als Folge einer posttraumatischen Belastungsstörung auch u. a. als Symptom bei Dissoziation (insbes. Depersonalisation), Akuter Belastungsreaktion, Depression, als Trauerreaktion und temporär bei der Borderline-Persönlichkeitsstörung beobachtet werden, ggf. mit anderen Anzeichen wie fehlendem Blickkontakt und leerem Blick, fehlender Mimik, starrem und oft ausdruckslosem Gesichtsausdruck.